# 회수육
회수육(回收肉, 영어: recovered meat)은 뼈나 도체(屠體, 도살한 가축의 몸뚱이) 등에서 남은 살코기를 분리해내는 작업을 통해 얻은 고기를 말한다.

## 관련 용어

### 육회수 공정
육회수 또는 육회수 공정이란 뼈나 도체(屠體, 도살한 가축의 몸뚱이) 등에서 남은 살코기를 분리해내는 작업을 말한다. 육회수공정이라 하면 주로 공장식으로 운영되는 기계를 도입한 공정을 뜻하는 경우가 많다.

### 선진육회수(AMR) 공정
선진육회수(先進肉回收, AMR, Advanced Meat Recovery)는 육회수공정의 하나로서 기계적인 공정과 수작업을 모두 포함하는데, 일반적으로는 기계적 공정을 의미한다. 미국 농무부 규정에 따라 용어가 의미하는 범위가 결정되기 때문에, 규정이 바뀌면 그 범위도 바뀐다. 미국 농무부는, AMR 기계가 살코기를 분리하기 위해 뼈를 갈거나, 부러뜨리거나, 분쇄하는 기능을 하지 못하도록 규제하고 있다. AMR은 본래 공정을 가리키는 말이지만, 이 공정을 통해 얻은 고기(선진회수육)을 AMR이라 부르기도 한다.

## 작업 방식에 따른 구분

### 수작업 회수육
사람이 수작업으로 직접 살코기를 분리해내어 얻은 고기이다.

### 기계적 회수육(MRM)
기계적 회수육(mechanically recovered meat, MRM)은 기계적 공정을 통해 회수한 고기를 말한다.

## 성분에 따른 법적 구분
미국 농무부의 규정에 따라 정의되는 용어들로서, 작업방식과는 큰 상관관계가 없으며 주로 성분을 기준으로 그 범위가 정해진다.

### 기계적 분리육(MSM)
기계적 분리육(mechanically seperated meat, MSM)은 기계적 회수육과 대체로 같은 의미로 쓰인지만, 법적인 의미로서의 MSM은 미국 농무부의 규정에 따라, 성분을 기준으로 하여 구분한 고기의 범위를 가리킨다. 이 경우에는 MRM과 의미가 일치하지 않으며, 한국어로는 분쇄육(粉碎肉)이라 부르는 경우가 많다. 즉, 기계적 회수육(MRM)이라 하더라도 법적인 의미로는 성분 기준에 따라 MSM이 아닌 것으로 판정될 수 있다. MSM 중 쇠고기는 따로 MSB(mechanically seperated beef)라 부르는 경우가 많다.

### 선진회수육(ARM)
선진회수육(先進回收肉, ARM, advancedly-recovered meat)은 선진육회수 공정을 통해 얻은 고기를 말한다. 이 고기는 외관, 조직, 성분 면에서 수작업을 통해 얻은 고기 제품과 비슷하다. 최신 기계는 뼈를 부러뜨리거나 갈지 않고도, 뼈로부터 고기를 채취할 수 있다. 미국에서는 선진회수육을 수작업 제품과 마찬가지로 잡육(beef trimmings) 또는 간 쇠고기(ground beef, 그라운드 비프, 다진 쇠고기)라고 표시할 수 있다. 이 방법으로 생산된 고기에는 칼슘 성분이 100g당 150mg 이상(허용범위 30mg) 포함해서는 안 된다. 칼슘 성분이 많다는 것은, 뼈가 갈려 들어갔다는 것을 뜻할 수 있기 때문이다. 칼슘 허용 기준을 넘는 제품은 성분 표시에 기계적 분리육(MSM, mechanically-separated meat)라고 명기해야 한다.

## 위험성
국제수역사무국(OIE)에서는 특정위험물질(SRM)이 섞여 들어갈 수 있는 기계적 육회수공정을 금지할 것을 권고하고 있다. (다만, 손으로 분리해낸 회수육은 OIE의 금지 권고 대상이 아니다.) 또한, 미국 농무부가 하버드 대학교에 의뢰한 연구에 따르면 회수육 중 88%에서 척수조직이 나왔다고 한다. 이 때문에 미국 농무부는 선진회수육(AMR)과 기계적 회수육을 국가 학교 급식 프로그램(National School Lunch Program)에 사용하는 것을 금지하고 있다.

## 참고 자료
- (영어) 기계적 회수육이란 무엇인가? 《BBC》2001년 8월 9일, 16:03 GMT.
- 농림부, "위키피디아 보면 MRM, MSM 똑같다"《프레시안》2008-06-27 오후 12:40:46

## 같이 보기
- 육골분